# 盧甘斯克人民共和國英雄
盧甘斯克人民共和國英雄（俄语： Герой Луганской Народной Республики），是俄羅斯在烏克蘭盧甘斯克州有限承認的傀儡政權盧甘斯克人民共和國最高榮譽稱號。其設立於2018年，該頭銜由盧甘斯克人民共和國首腦和部長會議主席團授予。獲得稱號者會被授予金星獎章。金星獎章背面刻有「盧甘斯克人民共和國英雄」字樣。獎章是一塊長方形的金屬板，上面有代表盧甘斯克人民共和國國旗顏色的織物（青色、藍色、紅色）。

## 批評
根據俄羅斯和烏克蘭律師、《普京如何在國外殺人》專題作者尤里·舒利帕形容，盧甘斯克人民共和國英雄的獲獎者都是「頑固的敗類、連環殺手和慣犯」。

## 另見
- 盧甘斯克人民共和國
- 俄羅斯聯邦英雄
- 頓涅茨克人民共和國英雄